# Jamaal Lascelles
Jamaal Lascelles (Derby, 11 novembre 1993) è un calciatore inglese, difensore  e capitano del Newcastle Utd.

## Caratteristiche tecniche
È un difensore centrale, forte fisicamente, ed abile nel gioco aereo, che può essere impiegato anche come terzino destro.

## Carriera

### Club

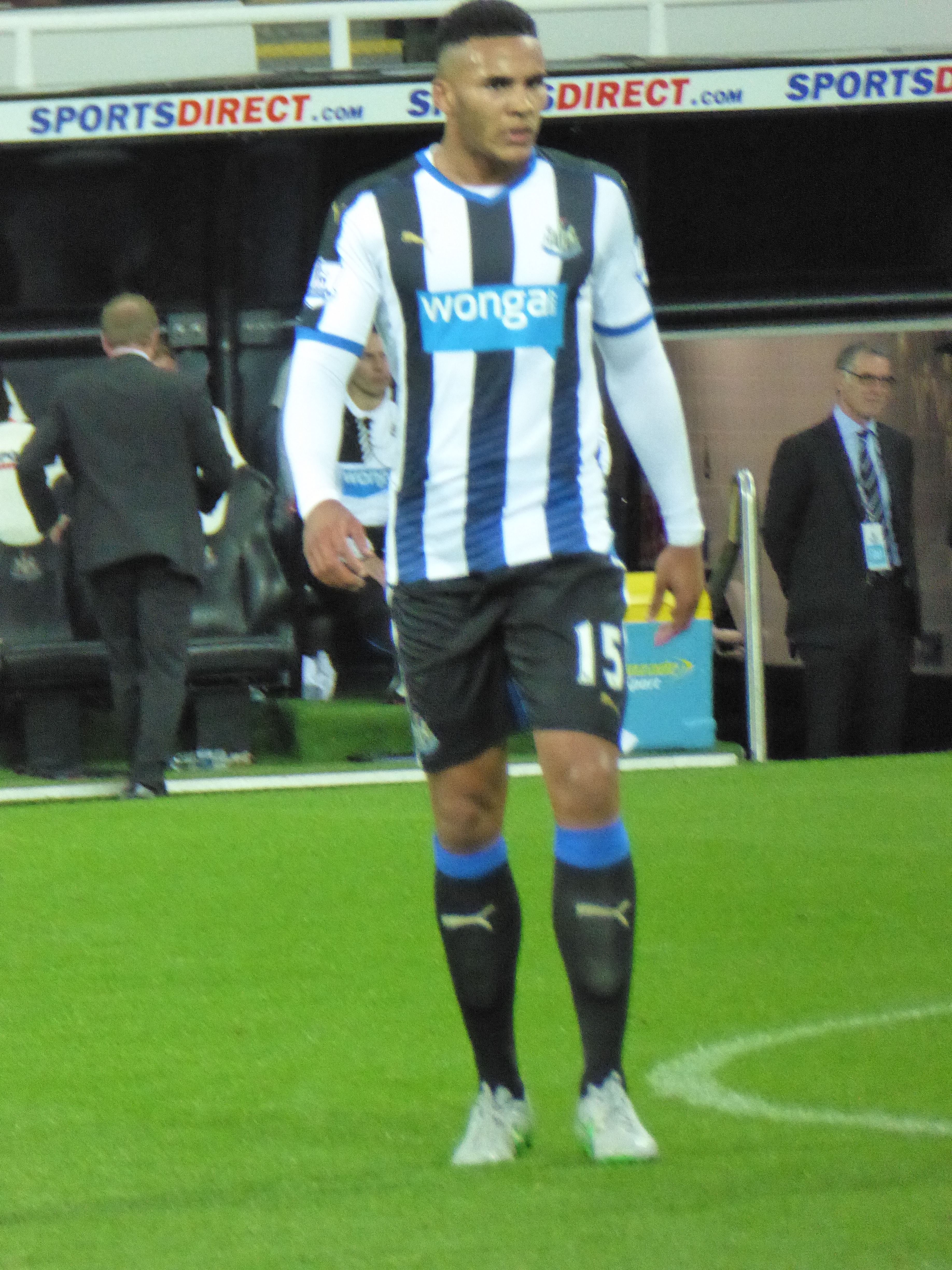
Lascelles con la maglia del nel 2015.

Cresce calcisticamente nel Nottingham Forest dove debutta in prima squadra il 31 gennaio del 2012 nella partita persa per 2-0 in trasferta contro il Burnley. Nel marzo dello stesso anno, viene mandato in prestito per tre mesi a giocare con lo Stevenage dove conclude la stagione.
Nell'estate 2014 viene ingaggiato dal Newcastle Utd, restando però tuttavia ancora in prestito un altro anno al Nottingham Forest, In quattro stagioni totalizza globalmente con i Tricky Trees 66 presenze, andando a segno 4 volte. Nella stagione successiva, esordisce in Premier League, con la maglia del Newcastle, entrando nella ripresa al posto di Kevin Mbabu, nella roboante sconfitta 6-1 in trasferta contro il Manchester City del 3 ottobre 2015. Nell'estate del 2016 diventa il nuovo capitano dei Magpies.

### Nazionale
Compie tutta la trafila delle nazionali giovanili inglesi. Nel 2013, ha giocato una partita con l'Under-20 inglese nei Mondiali Under-20. Nel settembre 2014 ha debuttato con la maglia della nazionale Under-21 inglese contro i pari età della Moldavia.

## Statistiche

### Presenze e reti nei club
Statistiche aggiornate al 13 dicembre 2023.
| Stagione                | Squadra                 | Campionato              | Campionato | Campionato | Coppe nazionali | Coppe nazionali | Coppe nazionali | Coppe continentali | Coppe continentali | Coppe continentali | Altre coppe | Altre coppe | Altre coppe | Totale | Totale |
| Stagione                | Squadra                 | Comp                    | Pres       | Reti       | Comp            | Pres            | Reti            | Comp               | Pres               | Reti               | Comp        | Pres        | Reti        | Pres   | Reti   |
| ----------------------- | ----------------------- | ----------------------- | ---------- | ---------- | --------------- | --------------- | --------------- | ------------------ | ------------------ | ------------------ | ----------- | ----------- | ----------- | ------ | ------ |
| 2011-mar. 2012          | Nottingham Forest       | FLC                     | 1          | 0          | FACup+CdL       | 0+0             | 0               | -                  | -                  | -                  | -           | -           | -           | 1      | 0      |
| mar.-giu. 2012          | Stevenage               | FL1                     | 7+2        | 1+0        | FACup+CdL       | 0+0             | 0               | -                  | -                  | -                  | -           | -           | -           | 9      | 1      |
| 2012-2013               | Nottingham Forest       | FLC                     | 2          | 0          | FACup+CdL       | 0+1             | 0               | -                  | -                  | -                  | -           | -           | -           | 3      | 0      |
| 2013-2014               | Nottingham Forest       | FLC                     | 29         | 2          | FACup+CdL       | 3+2             | 0+1             | -                  | -                  | -                  | -           | -           | -           | 34     | 3      |
| 2014-2015               | Nottingham Forest       | FLC                     | 26         | 1          | FACup+CdL       | 0+2             | 0               | -                  | -                  | -                  | -           | -           | -           | 28     | 1      |
| Totale Nottngham Forest | Totale Nottngham Forest | Totale Nottngham Forest | 58         | 3          |                 | 8               | 1               |                    | -                  | -                  |             | -           | -           | 66     | 4      |
| 2015-2016               | Newcastle Utd           | PL                      | 18         | 2          | FACup+CdL       | 1+2             | 0               | -                  | -                  | -                  | -           | -           | -           | 21     | 2      |
| 2016-2017               | Newcastle Utd           | FLC                     | 43         | 3          | FACup+CdL       | 1+3             | 0               | -                  | -                  | -                  | -           | -           | -           | 47     | 3      |
| 2017-2018               | Newcastle Utd           | PL                      | 33         | 3          | FACup+CdL       | 2+0             | 0               | -                  | -                  | -                  | -           | -           | -           | 35     | 3      |
| 2018-2019               | Newcastle Utd           | PL                      | 32         | 0          | FACup+CdL       | 2+0             | 0               | -                  | -                  | -                  | -           | -           | -           | 34     | 0      |
| 2019-2020               | Newcastle Utd           | PL                      | 24         | 1          | FACup+CdL       | 5+0             | 0               | -                  | -                  | -                  | -           | -           | -           | 29     | 1      |
| 2020-2021               | Newcastle Utd           | PL                      | 19         | 2          | FACup+CdL       | 1+1             | 0+1             | -                  | -                  | -                  | -           | -           | -           | 21     | 3      |
| 2021-2022               | Newcastle Utd           | PL                      | 26         | 1          | FACup+CdL       | 0+1             | 0               | -                  | -                  | -                  | -           | -           | -           | 27     | 1      |
| 2022-2023               | Newcastle Utd           | PL                      | 7          | 0          | FACup+CdL       | 1+3             | 0+1             | -                  | -                  | -                  | -           | -           | -           | 11     | 1      |
| 2023-2024               | Newcastle Utd           | PL                      | 11         | 1          | FACup+CdL       | 0+1             | 0+0             | UCL                | 5                  | 0                  | -           | -           | -           | 17     | 1      |
| Totale Newcastle Utd    | Totale Newcastle Utd    | Totale Newcastle Utd    | 213        | 13         |                 | 24              | 2               |                    | 5                  | 0                  |             | -           | -           | 242    | 15     |
| Totale carriera         | Totale carriera         | Totale carriera         | 271        | 17         |                 | 32              | 3               |                    | 5                  | 0                  |             | -           | -           | 317    | 20     |

## Palmares

### Club

#### Competizioni nazionali
- Football League Championship: 1

Newcastle Utd: 2016-2017
- Coppa di Lega inglese: 1

Newcastle: 2024-2025